# Austroglanis barnardi
Austroglanis barnardi és una espècie de peix de la família dels austroglanídids i de l'ordre dels siluriformes.Poden assolir fins a 8,1 cm de longitud total.
És un peix d'aigua dolça i de clima subtropical.

## Distribució geogràfica
Es troba a Sud-àfrica: conca del riu Clanwilliam Olifants.

## Estat de conservació
És molt poc comú i es troba amenaçat d'extinció per la canalització dels rierols on viu, l'extracció d'aigua, la sedimentació i la introducció d'espècies exòtiques.